# AMARETTO
『AMARETTO』（アマレット）は、2001年4月25日に発売されたKiss Destinationのメジャー2枚目（インディーズ時代から数えると通算3枚目）のオリジナル・アルバム。

## 解説
- タイトルは吉田の好きな酒であるアマレットからとった[1]。小室は「特別な意味は無いけど、あっても邪魔にならない、無くてもいいけどあったらいいと思える記号として丁度良かった」と語っている[2]。
- 音作りのテーマは、吉田が小室の知らない間に書き溜めていた歌詞の世界観・エッジが円く、やさしい感じを持つ特徴の声を全面的に活かすメロディを重視し[1]、「いい意味で聞き流せて、控えめで重過ぎない、柔らかで奥ゆかしい、インテリアのようなサウンド」を志し、そのために音数を少なくした[2][3]。2001年にピークを迎えると感じたトランスの要素を直接的にではないにしろ、ワンフレーズ・ワンパートの範囲で導入し、「依然としてダイレクトでギラギラとした音が好きな10代が本作の音をどう拾い上げて、どんなハプニングを起こすのか」を意識した[2]。
- 歌詞作りはある程度吉田に改めてまとめてもらった後、メロディを思いついた時に「歌詞と合う」と思ったメロディをはめていった[3]。
- 全体のコンセプトは小室のソロアルバム『Hit Factory』の要領で「小室が今まで歩んできた10年を振り返る」ことであり、その上で「by ourselves（自分を出し切る）」の元に周囲から押されてやっているものではなく、小室・吉田が「いいな」という物が浮かんだ時に作ったので「締め切りも無いに等しく、普段より芸術性が高くなった」[3]「リサーチやマーケティングから生まれた音楽ではなく、マーケットにポンと投げ込むようなアルバム」[2]と振り返っている。
- 初回限定版にのみ、「DEAR MY CLOSE FRIEND」の小室がボーカルを務めたバージョンを収録した8cmCDが付属。
- 発売後、翌2002年に離婚したため、本作が最後のオリジナル・アルバムとなった。

## 収録曲
| 全作曲・編曲: 小室哲哉。 |                          |                    |            |      |
| #                        | タイトル                 | 作詞               | 作曲・編曲 | 時間 |
| 1.                       | 「addiction」            | 吉田麻美           | 小室哲哉   | 4:58 |
| 2.                       | 「DON'T GIVE IT UP」     | 小室哲哉           | 小室哲哉   | 5:29 |
| 3.                       | 「WAVE OF LOVE」         | 吉田麻美           | 小室哲哉   | 6:38 |
| 4.                       | 「MA・BA・TA・KI」       | 小室哲哉・吉田麻美 | 小室哲哉   | 4:01 |
| 5.                       | 「Interlude 2」          |                    | 小室哲哉   | 1:52 |
| 6.                       | 「DEAR MY CLOSE FRIEND」 | 吉田麻美           | 小室哲哉   | 5:30 |
| 7.                       | 「Sweet Memories」       | 吉田麻美           | 小室哲哉   | 5:10 |
| 8.                       | 「be with you」          | 吉田麻美           | 小室哲哉   | 5:01 |
| 9.                       | 「I CAN...」             | 吉田麻美           | 小室哲哉   | 4:27 |
| 10.                      | 「口笛に咲く花」         | 吉田麻美           | 小室哲哉   | 5:47 |
| 11.                      | 「デイドリーム」         |                    | 小室哲哉   | 3:02 |
| 合計時間:                | 合計時間:                | 合計時間:          | 51:55      |      |

### 初回限定盤の付属CD
| 全作曲・編曲: 小室哲哉。 |                                       |           |            |      |
| #                        | タイトル                              | 作詞      | 作曲・編曲 | 時間 |
| 1.                       | 「DEAR MY CLOSE FRIEND (TK Version)」 | 吉田麻美  | 小室哲哉   | 5:41 |
| 合計時間:                | 合計時間:                             | 合計時間: | 5:41       |      |

## 曲解説
1. addiction
1999年後半にニューヨークで制作された[3]。
2. DON'T GIVE IT UP
1999年後半にニューヨークで制作された[3]。
本作のみ小室が全パートを作詞し、メインボーカルを務めた[3]。
全体のアルバムの流れを作り、異なる世界観を入れるために作られた[3]。
3. WAVE OF LOVE 
10枚目のシングル。アルバム用にミックスし直している。
4. MA・BA・TA・KI
7枚目のシングル。オリジナルバージョンで収録。
アルバムの収録曲の中で一番古い曲であり、「ユニット結成初期と本作発売時の状態の中間を表している曲」と評している[3]。
5. Interlude 2
「Rendez-vous in Space 2001」に出演する際に吉田が「ダンスでシーンを作りたい」という希望を尊重し、振り付けありきで作った[3]。
6. DEAR MY CLOSE FRIEND
11枚目のシングル。アルバム発売後にシングルカットされた。
7. Sweet Memories
9枚目のシングル。アルバム用にミックスし直している。
ギターの担当パートを新しく新録した[3]。
8. be with you
1999年後半にニューヨークで制作された[3]。
9. I CAN...
全体のアルバムの流れを作り、異なる世界観を入れるために作られた[3]。
10. 口笛に咲く花
8枚目のシングル。アルバム用にミックスし直している。
11. デイドリーム
小室のソロシングル「永遠と名づけてデイドリーム」をアレンジした楽曲である（ボーカルは入っていない）[3]。
アルバムのエンディングというより、映画の途中でかかる劇伴を意識した[3]。

## クレジット

### 参加ミュージシャン
- All Keyboards, Synthesizers : 小室哲哉
- Guitar : 松尾和博(#1,4,7,8,9,10), 木村建(#2,3,4,6)
- Bass : 美久月千晴
- DJ : DRAGON
- Synthesizer Programming : 岩佐俊秀, 松本零士(#3), 村上章久(#4), 溝口和彦(#4)

DEAR MY CLOSE FRIEND (TK Version)
- All Keyboards, Synthesizers, Vocal Performed : 小室哲哉
- Guitars : 松尾和博
- Synthesizer Programming : 岩佐俊秀

### スタッフ
- Produced : ROJAM
- Mixed : Mike Butler (#1-11), 小室哲哉(8cmCD)
- Mastered : 鈴木浩二 (Sony Music Studios Tokyo)
- Recorded : 若公俊広 (#1-11, 8cmCD), 小西賢治 (#1,3,4,6,8,9,10), Mike Butler (#1,2,4,7,8,10), 松谷秀次 (#7,9,10, 8cmCD), Jason Groucott (#1,2), Troy Gonzalez (#4,10), Chris Puram (#7)
- Assisted : 佐竹央行, Jason Rankins, Flip Osman, Anthony Kihoffer, Steve M., Andy Gwynn, Adam Olmstead, Eilot Blacky
- A&R : しみず "Carols" たかひろ
- A&R Chief : 田所公一
- Art direction, Design : 川瀬豊
- Photographer : 宅間國博
- Executive Produced : 渡辺有三